# Ekmansbacken

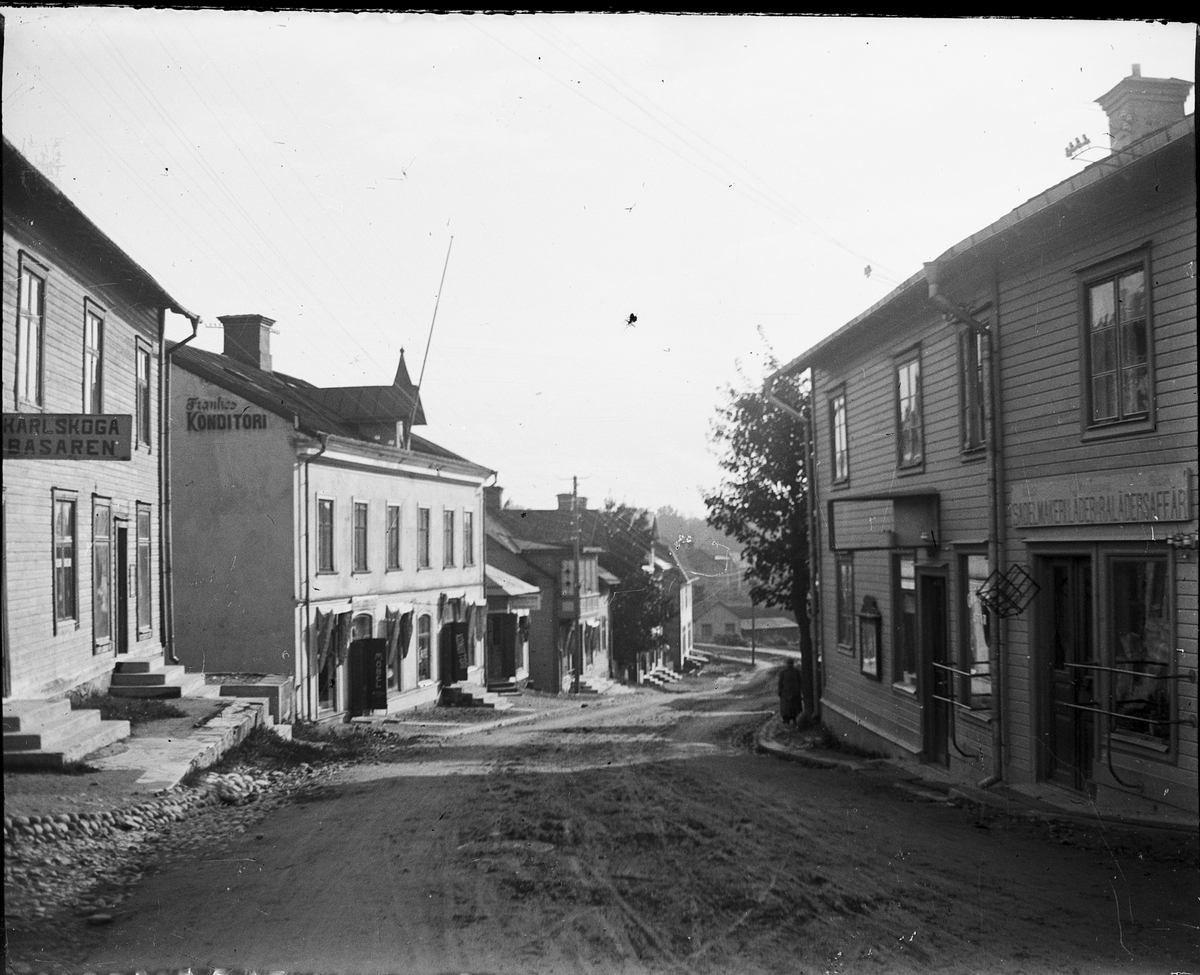
Gatuvy från Ekmansbacken.

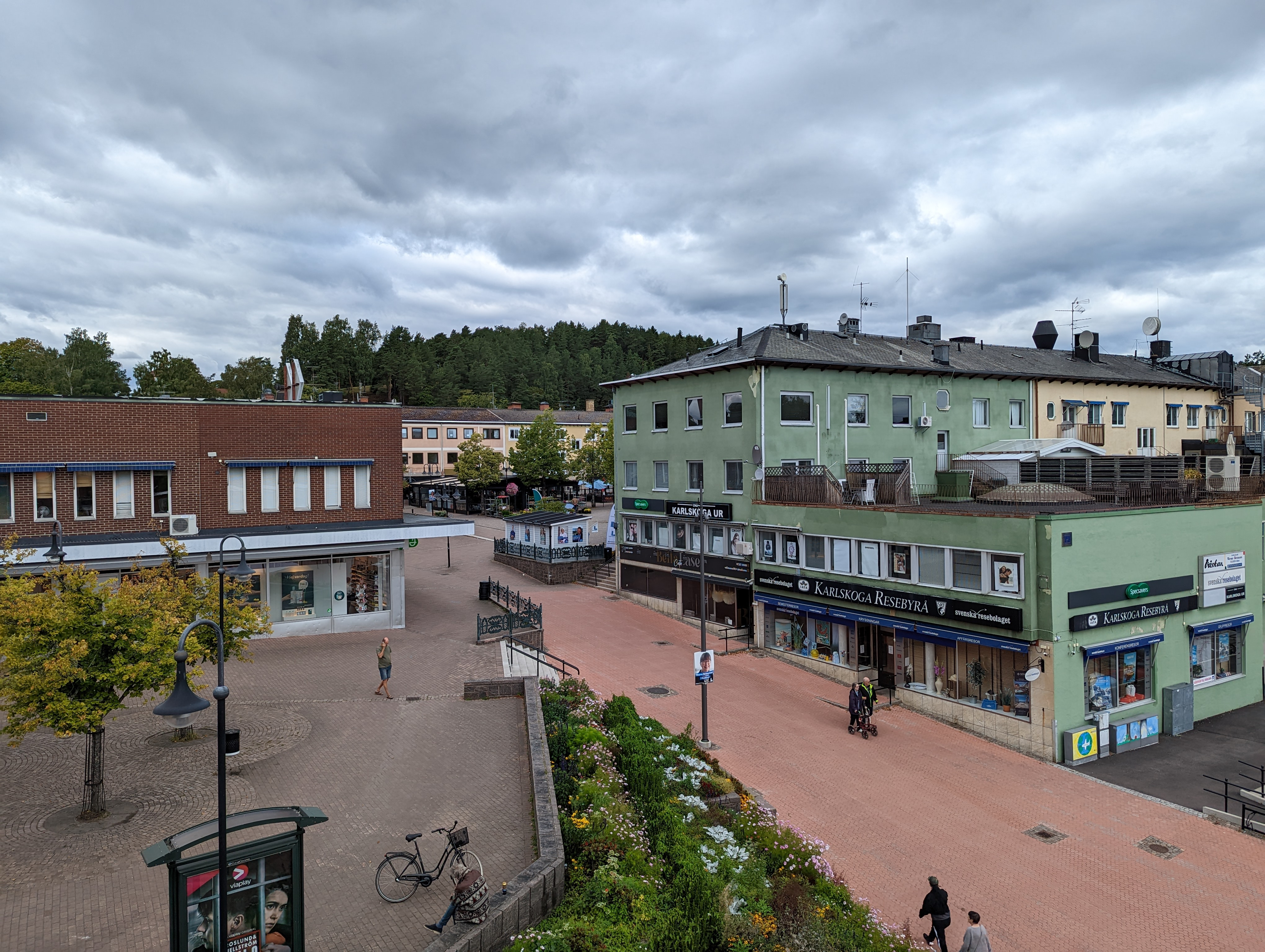
Område för Ekmansbackens tidigare sträckning.

Ekmansbacken är en gågata belägen i centrala Karlskoga, nära Alfred Nobels torg. Ursprungligen var gatan avsedd för bilar, men i samband med byggandet av köpcentrumet Kulan omvandlades den till en gågata. Under senare år har gatan varit föremål för diskussion på grund av den omfattande rivningen av äldre byggnader som ägde rum under 1960- och 1970-talet.  